# Olivier Besancenot
Olivier Besancenot (Levallois-Perret, Hauts-de-Seine, 18 de abril de 1974) é um político francês de esquerda.
Carteiro de profissão, foi candidato da Liga Comunista Revolucionária (LCR) nas eleições presidenciais francesas de 2002 e 2007, nas quais obteve, respetivamente, 1.210.562 e 1.498.581 votos. Na primeira ronda da eleição presidencial francesa de 2007, Besancenot recebeu 4.08% dos votos, posicionando-o em quinto lugar.
Em maio de 2011, Besancenot anunciou que não participaria na eleição presidencial francesa de 2012. Foi sucedido como porta-voz do Novo Partido Anticapitalista (NPA) por Myriam Martin.

## Biographia
Olivier Besancenot estudou História Contemporânea na Universidade Paris Nanterre. Desde 1997, trabalha como carteiro em Neuilly-sur-Seine, um subúrbio de Paris. O seu pai era professor e a sua mãe psicóloga numa escola.

## Vida Política
O seu envolvimento na vida política começou cedo. Besancenot juntou-se à Juventude Revolucionária Comunista (Jeunesses communistes révolutionnaires, ou JCR) em 1988 quando tinha quatorze anos.
Enquanto estudante universitário, ele começou uma filial do sindicato Confédération générale du travail no supermercado onde trabalhava.
Em 1991, juntou-se à Ligue communiste révolutionnaire (LCR). Desde 1997, Besancenot é membro do sindicato Sud-PPT. Ele fez uma pausa no seu trabalho como carteiro entre 1999 e 2000 para desempenhar funções como administrativo parlamentar de Alain Krivine no Parlamento Europeu.
Em 2001 e 2002, ele participou no Fórum Social Mundial em Porto Alegre. Ele ganhou destaque nacionalquando de candidatou para a Eleição Presidencial Francesa de 2002. Aos vinte e oito anos, ele foi o mais novo candidato presidencial na história da França. Com a sua plataforma socialista revolúcionária, ele ganhou 1.3 milhões de votos, 4.25% do total. Entre eleitores com menos de 25 anos, ele conseguiu 13.9% dos votos totais, ultrapassando extremistas de direita como Lionel Jospin e Jean-Marie Le Pen.
Besancenot voltou a candidatar-se para as eleições presidenciais francesas de 2007. O seu slogan para a campanha foi "Nos vies valent plus que leurs profits!" ("As nossas vidas valem mais que os lucros deles!"). Ele fez campanha defendendo a redistribuição de riqueza, aumento ao ordenado mínimo nacional, proibição de demissões em massa por empresas com lucros significativos, e a criação de impostos com vista a controlar a especulação financeira. Besancenot defendeu a independência política e eleitoral entre a esquerda anticapitalista e o Partido Socialista (Parti Socialiste, PS) e a sua participação num governo de coligação centro-esquerda. Besancenot foi também validado pelo cineasta Ken Loach, conhecido pela sua representação dos direitos dos trabalhadores e conflitos sociais. No seu comício de encerramento de campanha em Paris estiveram presentes 4,000 pessoas, o maior evento organizado pela LCR desde 1968. Besancenot conseguiu 1,498,581 votos ou 4.08%, 300,000 mais votos do que em 2002. Na segunda ronda de votos, Besancenot e a LCR afirmaram que "A 6 de Maio, nós estaremos do lado daqueles que querem prevenir Nicolas Sarkozy de alcançar a presidência da República. Não se trata de uma questão de de defender Ségolène Royal, mas de votar contra Sarkozy". Após a vitória de Sarkozy, Besancenot e a LCR fizeram um apelo para "uma fronte unida de todas as forças democráticas [...]  se organizarem em resposta à extrema neoliberal e progama repressivo de Sarkozy".
Isto levou a que, em Junho de 2008, se lançasse o Novo Partido Anticapitalista (NPA), para unificar os partidos e movimentos de esquerda. O partido pretendia eleger os seus primeiros candidatos eleitorais nas eleições parlamentares europeias de 2009. Conflitos internos no Partido Socialista durante o verão de 2008, ajudaram a posição do NPA neste sentido. A sua popularidade continuou a aumentar, enquanto ele reprimiu o Partido Socialista por focar a sua atenção nele e não em Sarkozy, a quem ambos se opunham. Na televisão francesa, declarou que "É com a população francesa de atingir uma revolução, de uma maneira ou de outra"; numa conferência do LCR, Besancenot alertou-os que a esquerda estava a falhar na sua função como oposição. Uma sondagem mostrou a sua taxa de aprovação como 47%, muito maior que ambos os líderes do Partido Socialista, Royal (35%) e François Hollande (31%). Foi sugerido pelos media que, em caso de Besancenot e o NPA conseguissem converter a sua popularidade em votos, uma divisão entre Marxistas e pro-capitalistas de esquerda poderia ocorrer como nas eleições presidenciais de 2002.

## O Caso Besancenot
Em outubro de 2008, sete pessoas - incluindo o líder da empresa Taser France, dois líderes de uma agência de detetives privada, dois polícias, um polícia reformado, um trabalhador de alfândega e outra pessoa - foram presos e acusados de várias infrações relacionadas com terem espiado as atividades de Besancenot e da sua família, incluindo a divulgação de informação relativa à sua vida privada, violação de sigilo profissional, e "acesso fraudulento a sistemas de processamento de dados". Foram acusados de terem espiado Besancenot entre outubro de 2007 e janeiro de 2008. O "caso Besancenot", como foi apelidado, recebeu atenção significativa dos média. 

## Publicações
- Tout est à nous! (2002), ISBN 2-207-25309-0, Denoël
- Révolution! 100 mots pour changer le monde (2003), ISBN 2-290-33828-1, Flammarion
- Che Guevara: His Revolutionary Legacy (2009), ISBN 978-1-58367-177-1, Monthly Review Press, com Michael Löwy.
- Prenons Parti pour un socialisme du XXIe siècle (2009), Mille et une nuits, with Daniel Bensaïd.

1. ↑  «Olivier Besancenot Statement on Election Outcome - International Viewpoint - online socialist magazine». internationalviewpoint.org. Consultado em 23 de julho de 2024
2. ↑  «Socialists from France speak out|4May02|Socialist Worker». web.archive.org. 19 de junho de 2006. Consultado em 24 de julho de 2024
3. ↑  «FT.com / In depth - From the campaign trail». web.archive.org. 27 de abril de 2007. Consultado em 24 de julho de 2024
4. ↑  «Olivier Besancenot holds final campaign rally - International Viewpoint - online socialist magazine». internationalviewpoint.org. Consultado em 24 de julho de 2024
5. 1 2  «Olivier Besancenot Statement on Election Outcome - International Viewpoint - online socialist magazine». internationalviewpoint.org. Consultado em 24 de julho de 2024
6. ↑  «Statement by Olivier Besancenot on election of Sarkozy - International Viewpoint - online socialist magazine». internationalviewpoint.org. Consultado em 24 de julho de 2024
7. ↑  «Le Point – Actualité Politique, Monde, France, Économie, High-Tech, Culture». Le Point.fr (em francês). Consultado em 24 de julho de 2024
8. 1 2  «The Connexion - The Newspaper for English-Speakers in France». web.archive.org. 21 de julho de 2011. Consultado em 24 de julho de 2024
9. ↑  «France's Socialist party 'close to meltdown'». The Telegraph (em inglês). 29 de agosto de 2008. Consultado em 24 de julho de 2024
10. ↑  «Espionnage de Besancenot : le patron de Taser France mis en examen». Le Monde.fr (em francês). 16 de outubro de 2008. Consultado em 24 de julho de 2024
11. ↑  «Vers la fin du mystère Besancenot». L'Express (em francês). 16 de outubro de 2008. Consultado em 24 de julho de 2024
12. ↑  «Espionnage d'Olivier Besancenot: la justice tranche». Le Point (em francês). 31 de janeiro de 2013. Consultado em 24 de julho de 2024